# 가오러우진역
가오러우진역(중국어: 高楼金站)은 중국 베이징시 퉁저우구 리위안 타운 가오러우진 마을 췬팡 남가·이루이 중1로 교차로에 위치한 베이징 지하철 7호선의 지하철역이다. 2019년 12월 28일 7호선 개통과 함께 운영에 들어갔다.

## 위치 및 역명
이 역은 퉁저우구 리위안 타운(梨园镇) 가오러우진 마을(高楼金村) 내 췬팡 남가(群芳南街)와 이루이 중1로(颐瑞中一路) - 원팡1항(文坊一巷) 교차로 아래에 위치하고 췬팡 남가를 따라 동서 방향으로 배치되어 있다. 이 역명은 가오러우진 마을(高楼金村)의 이름을 따서 제정되었고, 이 마을의 행정명은 샤오가오리좡(小高丽庄), 루쯔좡(楼子庄), 진좡(金庄)의 세 자연 마을을 조합한 것이다.

## 역 구조

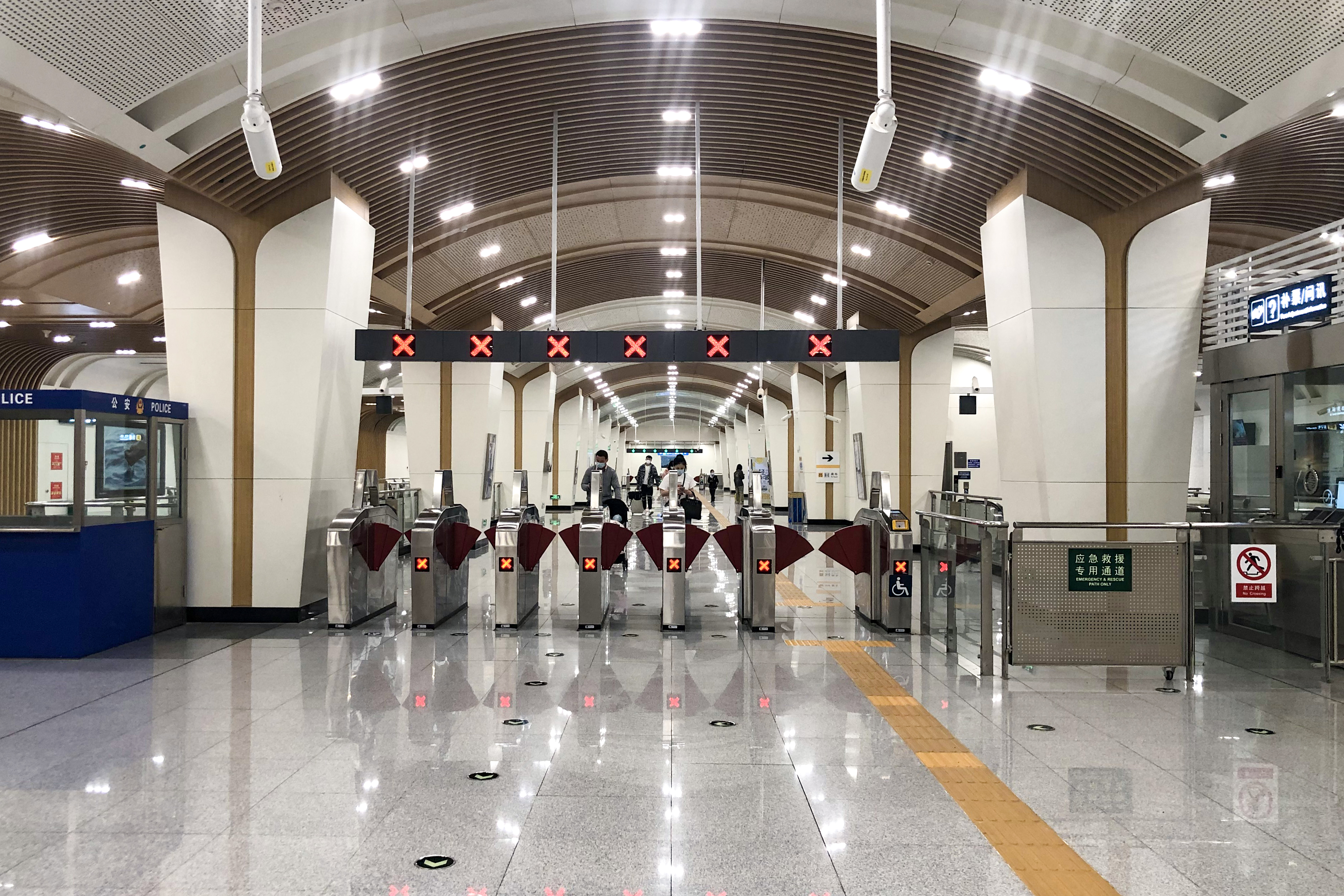
대합실 (2021년 5월 촬영)

이 역은 2면 3선 쌍섬식 승강장으로 설계된 2층 건물의 지하철역이다. 역의 남동쪽 끝에는 장자완 차량단으로 연결되는 출입장 선로가 존재한다.

### 층별 구조
| 지면층             | 가도                                     | A-D출입구                          |
| 지하 1층 대합실 층 | 대합실                                   | 고객센터, 자동 발권기, 출입 게이트 |
| 지하 2층 승강장    | ←                                        | ■ 7호선 베이징 서역 방면 (췬팡)    |
| 지하 2층 승강장    | 섬식 승강장, 왼쪽 / 오른쪽 출입문이 열림 |                                    |
| 지하 2층 승강장    | ■ 7호선 유치 전용 승강장                 |                                    |
| 지하 2층 승강장    | 섬식 승강장, 왼쪽 / 오른쪽 출입문이 열림 |                                    |
| 지하 2층 승강장    | →                                        | ■ 7호선 유니버설리조트 방면 (화좡) |

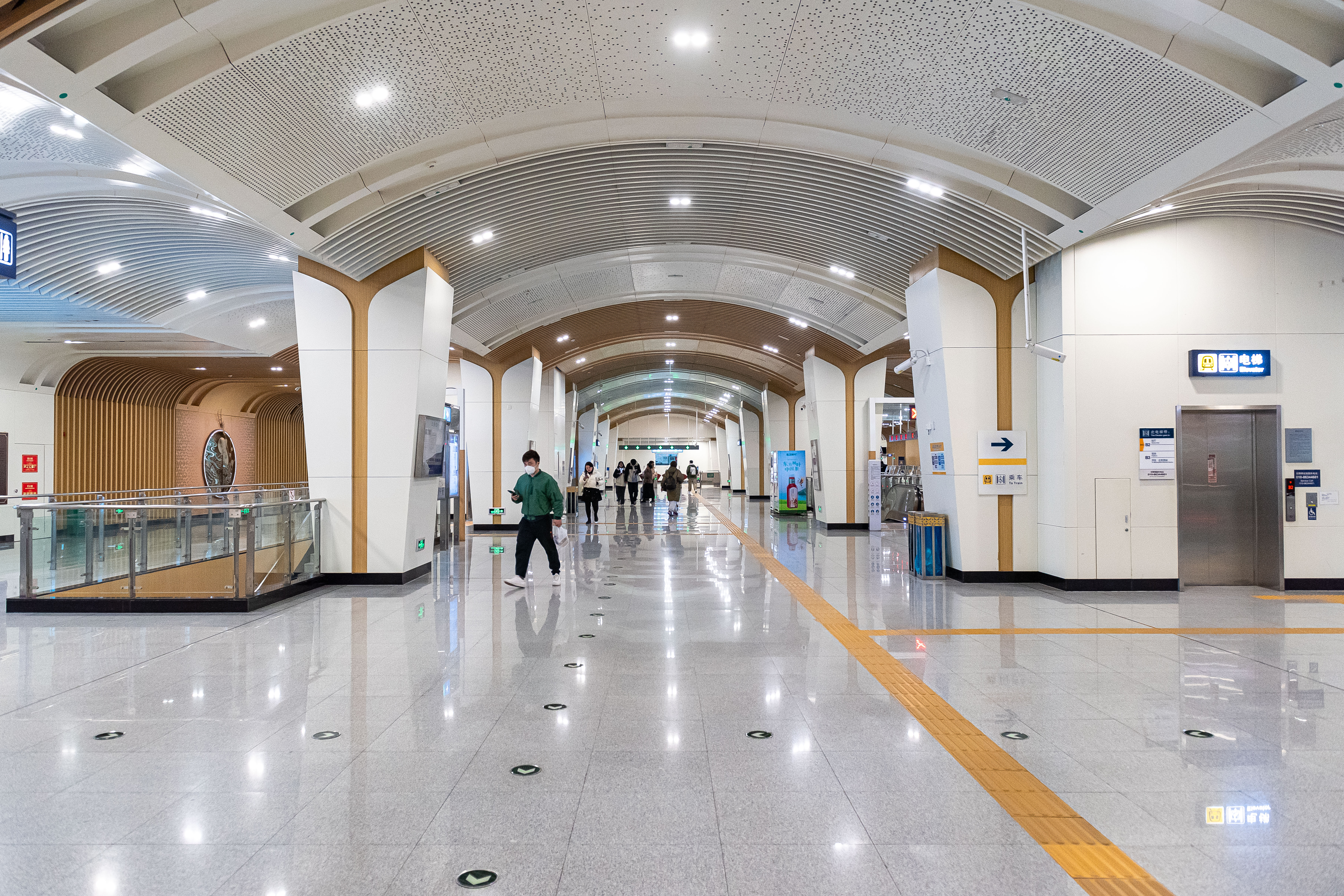
대합실
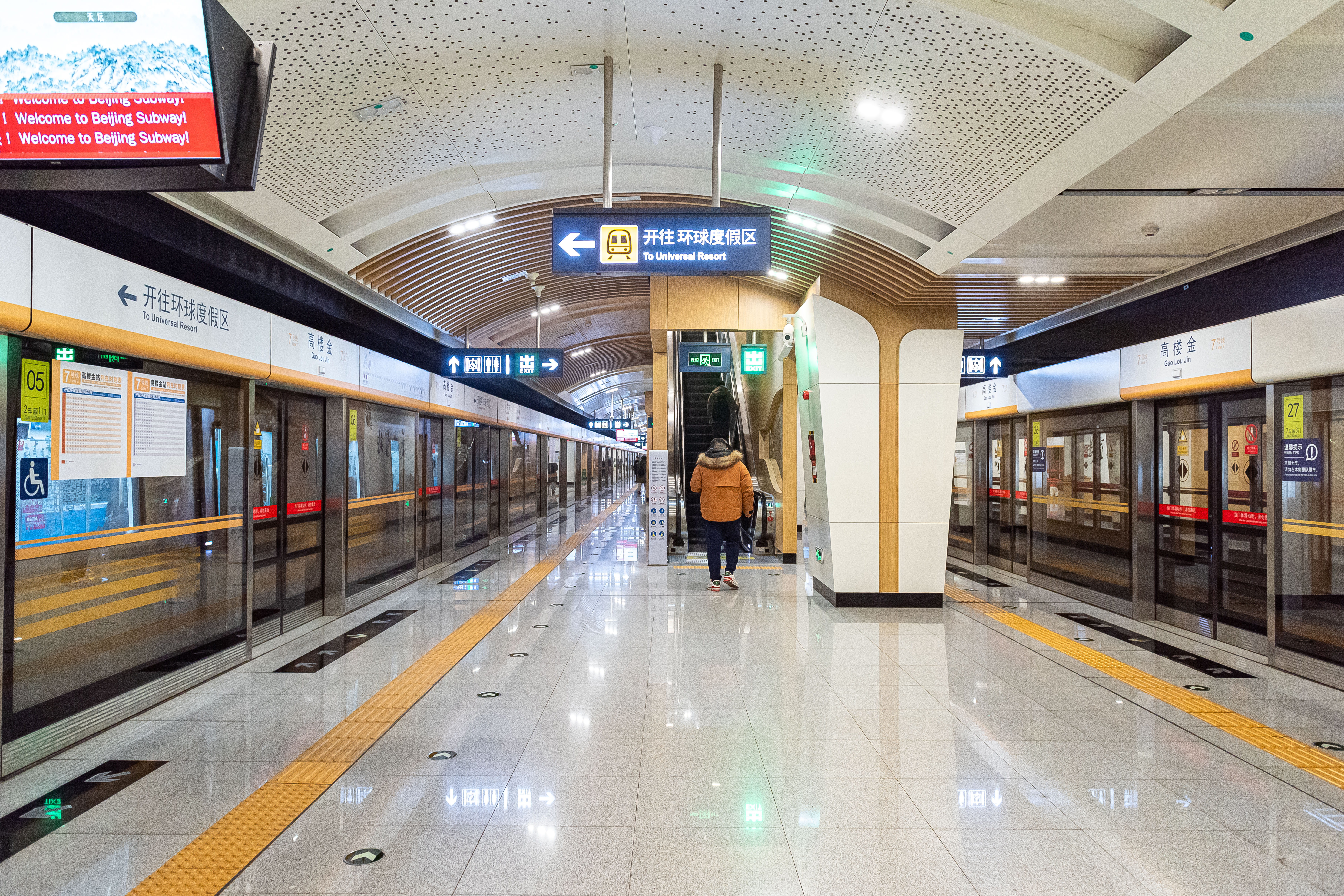
승강장 (유니버설 리조트 방면)

## 출입구
|                         |                                               |                                  |      |             |  |
| 출구                    | 지시                                          | 출구 인근                        | 사진 | 무장애 시설 |  |
| 出口 · A                | 췬팡 남가(群芳南街), 이루이 중2로(颐瑞中二路) | DBC 캘리포니아 타운(DBC加州小镇) |      |             |  |
| 出口 · B                | 췬팡 남가(群芳南街), 이루이 중1로(颐瑞中一路) | 가오러우진디(高楼金第)           |      | 빈칸        |  |
| 出口 · C                | 췬팡 남가(群芳南街)                           |                                  |      |             |  |
| 出口 · D                | 췬팡 남가(群芳南街)                           |                                  |      |             |  |
| 아이콘 설명: 엘리베이터 |                                               |                                  |      |             |  |